# 学校法人西武学園
学校法人西武学園（がっこうほうじんせいぶがくえん）は、西武グループの学校法人。登記上は神奈川県横浜市金沢区に本部を置くが、事務局は埼玉県所沢市の西武鉄道本社ビル内にある。神奈川県・埼玉県の計5か所で幼稚園を運営している。

## 運営校
- 文庫幼稚園[1]
- かまくら幼稚園[1]
- たかとり幼稚園[1]
- まぼり幼稚園[1]
- さやま幼稚園[1]